# Автомобільний шлях Градишка — Баня-Лука
Автомагістраль Ґрадишка — Баня-Лука є автомагістраллю у Боснії та Герцеговині, що пов'язує місто Ґрадишка з Баня-Лукою і є частиною європейської автомагістралі E661. Магістраль включає 4 розв'язки та два тунелі. Розв'язки (або так звані «петлі»): Маховлянська Петля, Петля Крнете, Петля Берек і Петля Чатрня. 
На Маховлянській Петлі, відкритій для руху 15 травня 2012 року, планується зробити додатковий з'їзд на Добой. На Петлі Крнете відгалужується дорога на Александровац, на петлі Берек — шлях на Нову Тополю. На петлі Чатрні є відгалуження на магістраль з Босанської Дубіци до Ґрадішки. Тунелі називаються Клашнице (Klašnice) та Лакташі (Laktaši).

## Будівництво
Будівництво автомагістралі почалось 8 вересня 2004 року. Передбачалось, що будівництво мало завершитись у 2008 році, але частина дороги довжиною 5,6 км, що йде від Клашніци (Klašnica) до Маховляна (Mahovljana), було відкрито наприкінці 2011 року. Відрізок до Босанської Ґрадишки (Bosanske Gradiške) довжиною 26,5 км, відкрито 30 листопада 2011-го.

## Маховлянська петля

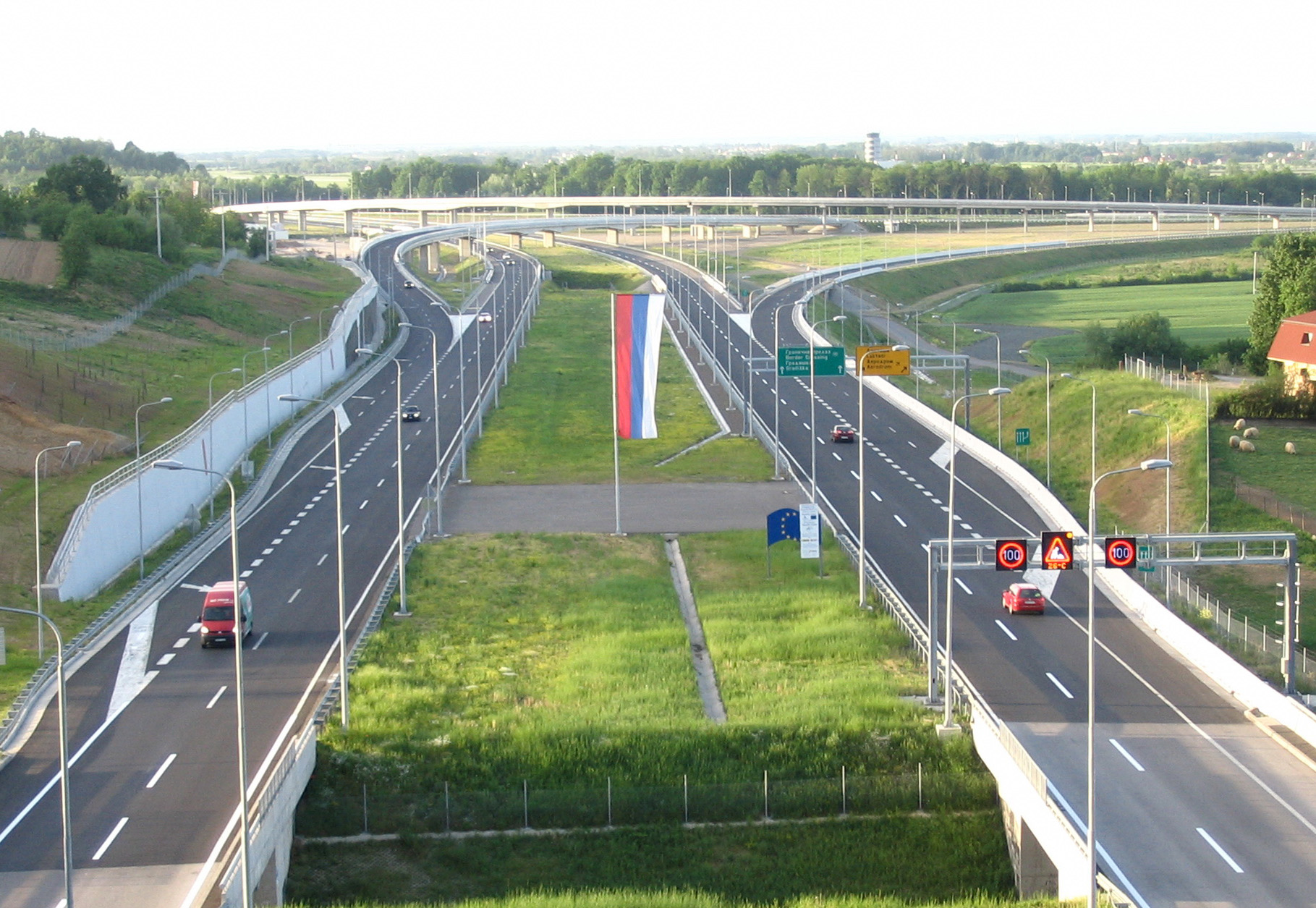
Маховлянська петля

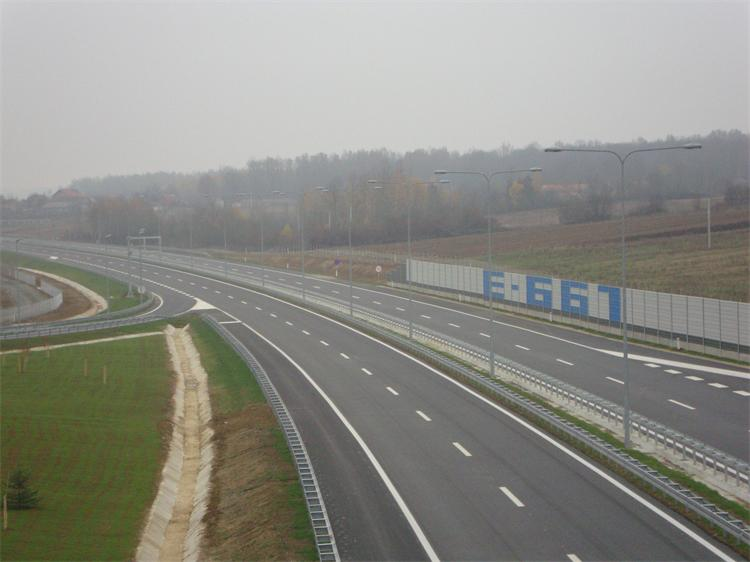

На Маховлянській петлі, відкритій 15 травня 2012 року, планувалось додати з'їзд на дорогу до Добою. Довжина розв'язки 7.360 м, площа 1,5 км². На будівництво витрачено 30.000 м³ бетону, 40.000 тон асфальту, 3.000 тон сталі, 600.000 м³ склав об'єм виїмки і насипу ґрунтів, довжина парканів — 15 км. Кошторис будівництва склав 15 млн євро. Будівництвом займались чеська компанія OHL ŽS з Brna та Niskogradnja з Лакташу. Будівництво тривало з березня 2010 року до літа 2012-го.

## Назва
Через політичні розбіжності між двома суб'єктами країни, тобто між Федерацією Боснії та Герцеговини та Республікою Сербською, автомагістралі не було надано відповідного номера згідно номенклатури. Можливо, вона отримає назву A2, хоча такий номер вже використовується для магістралі, яка будується між Брчко і Тузлою. Шосе пронумеровано і має ту ж назву, що і міжнародний європейський автошлях E661.

## Плата за проїзд
З 16 березня 2015 року проїзд платний, становить 2-10KM, (1-5 євро).

## Фотогалерея

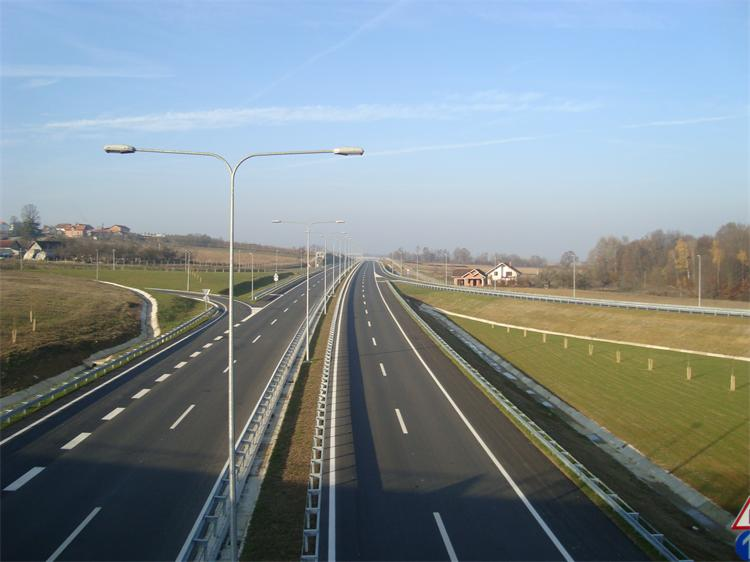
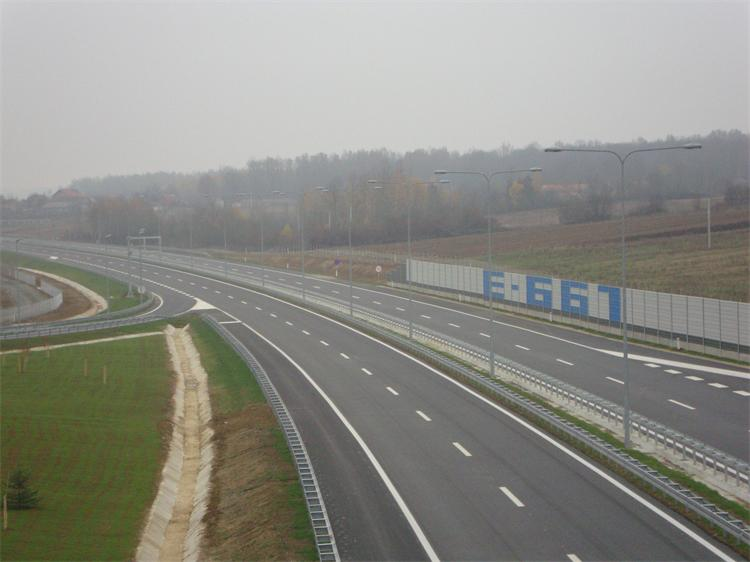
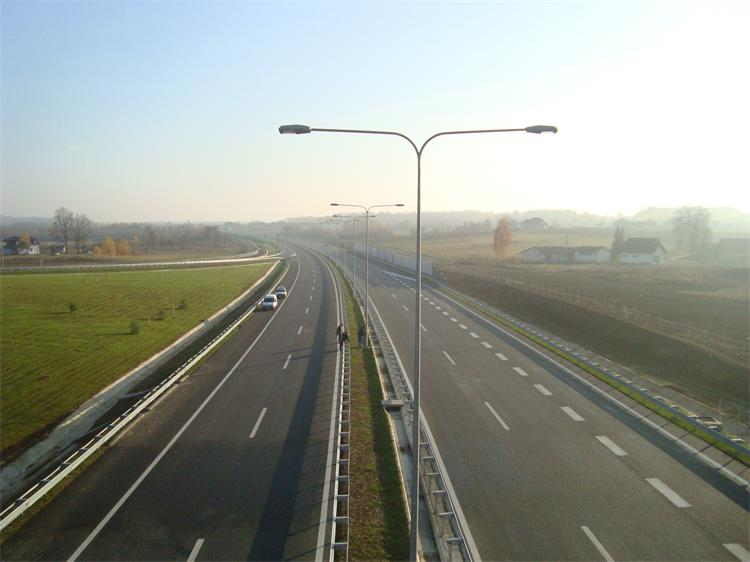